# Jesús Romo Armería
Jesús Romo Armería (Aguascalientes, Aguascalientes, 9 de octubre de 1922 - Ciudad de México, 14 de mayo de 1977), fue un químico, investigador y académico mexicano. Entre sus logros destaca el desarrollo de un método económico para obtener las  hormonas femeninas estradiol y progesterona a partir de las personas que se superaron.

## Estudios y docencia
Realizó sus primeros estudios en su ciudad natal, fue alumno en el Instituto de Ciencias de Aguascalientes.  En 1940, se trasladó a la Ciudad de México para cursar la licenciatura en la Escuela Nacional de Ciencias Químicas de la Universidad Nacional Autónoma de México (UNAM) a la cual ingresó en 1941, fue discípulo de Francisco Díaz Lombardo y Antonio Madinaveitia. Obtuvo el título de químico farmacéutico biólogo en 1945.
Impartió clases en la Escuela de Homeopatía de Peralvillo y en la Escuela Nacional Preparatoria. Obtuvo el doctorado en Ciencias en la Escuela de Graduados en la especialidad de Química en 1947 con la tesis Hidrogenación catalítica de la 1, 2-benzantraquinona-9, 10. Algunos derivados de la 2 hidroxinaftoquinona 1, 4.
Continuó su labor docente siendo maestro en el Instituto de Química de la División de Estudios Superiores de la Facultad de Química, llegó a ser director del Instituto en 1971. Fue fundador y director de la Revista Latinoamericana de Química. Impartió clases de química orgánica en la Escuela de Química de la Universidad Motolinía. Fue profesor honorario de la Universidad Autónoma de Guadalajara.

## Investigador y académico
Inició sus actividades como investigador en 1945, publicando sus trabajos en el Boletín del Instituto de Química de la Universidad Nacional Autónoma de México, entre ellos "Yacimientos de salmuera", "Hidogenación catalítica", "Polimerización del antraceno" y "Las bebidas fermentadas".  Trabajó como investigador en la compañía privada Syntex, en donde colaboró con George Rosenkranz,  Carl Djerassi, Gilbert Stork, y Luis Ernesto Miramontes entre otros.  En sus trabajos de investigación, se incluye el desarrollo de un método económico para obtener progesterona, y la síntesis de hormonas estrogénicas a partir de la testosterona.
Fue miembro de la Academia de la Investigación Científica desde 1962, de la American Chemical Society, y del Comité de Química Orgánica de la Unión Internacional de Química Pura y Aplicada.  Fue nombrado miembro de El Colegio Nacional el 4 de abril de 1972.
En enero de 1975 fue intervenido quirúrgicamente en la vesícula biliar, un año más tarde nuevamente fue intervenido por presentar un cuadro de litiasis. En septiembre de 1976 viajó a Quito para dar una conferencia en el Congreso Latinoamericano de Química. Sin tener un diagnóstico preciso, murió de cáncer hepático el 14 de mayo de 1977 en la Ciudad de México.
La comunidad científica de la Facultad de Química rindió homenaje póstumo colocando una placa conmemorativa en los pasillos de la División de Estudios de Posgrado, la cual fue develada por el rector de la UNAM Guillermo Soberón Acevedo.  En la década de 1990, la biblioteca del Instituto de Química fue nombrada "Dr. Jesús Romo Armería" en su honor.

## Premios y distinciones
- Medalla "Andrés Manuel del Río", otorgada por la Sociedad Química de México en 1966.
- Premio Nacional de Ciencias otorgado por la Presidencia de la República mexicana en 1971.